# ماروین ریتممولر
ماروین ریتممولر (انگلیسی: Marvin Rittmüller؛ زادهٔ ۷ مارس ۱۹۹۹) بازیکن فوتبال اهل آلمان است.
وی همچنین در تیم ملی فوتبال جوانان آلمان بازی کرده‌است.